# Herman Wibbling
Herman Wibbling, död 7 januari 1668 i Söderköping, var en svensk borgmästare.

## Biografi
Herman Wibbling blev borgmästare i Söderköpings stad efter Arfwedh Larsson. Han avled 1668 i Söderköping.

### Familj
Wibbling gifte sig 1635 i Norrköping med Helena M. Kruse. Hon var dotter till vantmakaren Henrik Kruse och Katharina Utter.